# DME (药物)
DME全称3,4-二甲氧基-β-羟基苯乙胺（英語：3,4-dimethoxy-beta-hydroxyphenethylamine）是一种有机化合物，分子式C10H15NO3，可作为致幻剂，可看作3,4-二甲氧基苯乙胺的羟基衍生物，最早由亚历山大·舒尔金合成。